# 홀리
홀리(힌디어: होली, 네팔어: होली, 펀자브어: ਹੋਲੀ, 영어: Holi)는 인도와 네팔에서 겨울이 끝나고 봄이 시작됐음을 축하하는 힌두교의 봄맞이 축제로, 색채의 축제, 사랑을 나누는 축제로도 알려져 있다. 이틀 간 열리는 축제로, 힌두력 비크람 삼밧에서 한 해의 마지막 팔구나 달 푸르니마(보름날)에 시작한다. 이는 양력에서 2월 말과 3월 중순 사이에 해당한다. 첫째 날은 홀리카 다한, 또는 초티 홀리라고 부르며, 둘째 날은 랑왈리 홀리, 또는 둘레티, 둘란디, 둘리반단이라고 부른다.
본래 홀리는 고대 힌두교의 축제이나 힌두교를 믿지 않는 남아시아의 많은 지역 사람, 아시아 이외의 다른 공동체에서도 즐기는 축제가 되었다. 인도와 네팔, 힌두교 인구나 인도계 사람의 비율이 높은 지역, 네팔인 거주지 등에서 주로 열린다. 최근에는 유럽과 북미에도 사랑과 환락, 색상을 통해 봄을 맞이하는 축제로 퍼지고 있다.
홀리 축제는 홀리 전날 밤 사람들이 홀리카 다한 행사에 모여 노래와 춤, 잔치를 벌이며 시작한다. 홀리 당일인 다음날 아침에는 모두가 함께 뒤엉키는 색의 카니발 랑왈리 홀리가 열린다. 이 행사에서 사람들은 함께 놀거나 뒤쫓으며 서로에게 다양한 빛깔의 색 가루와 물감을 묻히며, 일부는 물감이 들어간 물총을 쏘거나 물감을 채운 물풍선을 던지는 물 싸움을 즐긴다. 사원과 건물 밖, 열린 거리와 공원에서 진행되며, 아는 자와 모르는 자, 부유한 자와 가난한 자, 남자와 여자, 아이와 어른의 구분이 없이 누구나 모두 공평하게 즐길 수 있다. 또한, 사람들이 떼를 지어 북과 다른 악기를 가져와 장소를 옮기며 노래와 춤을 춘다. 사람들은 가족, 친구, 원수에게 찾아가 색 가루를 서로에게 던지고 웃음과 잡담을 나눈 뒤 홀리 음식과 음료를 함께 나눈다. 일부 음료는 중독 성분이 들어있는데, 예를 들어 대마초 잎이 들어간 방은 음료와 과자에 섞어서 많은 사람들이 이 축제 때 즐겨 먹는다. 저녁이 되어 진정이 된 후에는 옷을 갖춰 입고 친구와 가족을 방문한다.
홀리는 선이 악을 이기고, 겨울이 끝나고 봄이 왔음을 기념하고, 많은 사람들이 축제 기간 동안 다른 사람들을 만나 놀고 웃고, 잊고 용서하며, 깨진 관계를 회복하고, 수확을 감사하고 기념하는 축제이다.

## 같이 보기
- 디왈리